# 大塚昌助
大塚 昌助（おおつか まさすけ）は、日本の歯学者。

## 概要
東京歯科大学卒業。
1963年3月30日に博士（歯学）を取得。
2015年度に薬事関係功労者知事感謝状を授与。
2018年度に日本歯科理工学会功労賞受賞。